# Zurab Jvania
Zurab Jvania (em georgiano: ზურაბ ჟვანია; Tbilisi, 9 de dezembro de 1963 - Baixa Ibéria, 3 de fevereiro de 2005) foi primeiro-ministro da Geórgia de 2004 até à sua morte, no ano seguinte.

## Biografia
Graduou-se em 1980, pela primeira escola experimental do país, e em 1985, se formou em biologia pela Universidade Estatal de Tbilisi Ivane Javakhishvili. Entre 1985 e 1992 trabalhou no laboratório na Faculdade de Fisiologia Humana e Animal da universidade, como assistente sênior e oficial júnior de pesquisa.
Foi presidente do conselho central do Partido Verde da Geórgia entre 1988 e 1993, e se tornou também presidente do Partido Verde da União Europeia. De junho a novembro de 1992, Jvania foi presidente da comissão de ecologia do Conselho do Estado de Geórgia.
Entre 1992 e 1995 foi membro do parlamento georgiano, presidente do Partido Verde e presidente da Comissão de Relações Exteriores. De 1995 a 1999, se reelegeu ao parlamento e foi presidente do Legislativo.
Em 2001, Jvania saiu do cargo de presidente do presidente do parlamento. Sua carreira política entre 1993 e 2001, foi membro da União dos Cidadãos de Geórgia. Desde 2002 é presidente dos Democratas Especiais. Em novembro de 2003, Zurab Jvania foi eleito primeiro-ministro da Geórgia.
A 3 de fevereiro de 2005, Jvania foi encontrado morto na casa de Raul Usupov, governador da região de Baixa Ibéria e seu amigo pessoal. A causa da morte foi intoxicação por monóxido de carbono e foi considerada acidental. Usupov também morreu. Foi sucedido como primeiro-ministro por David Baramidze.